# Aenictus ceylonicus
Aenictus ceylonicus é uma espécie de formiga do gênero Aenictus.